# Marie Pauline Thorbecke
Marie Pauline Thorbecke  (* 12. August 1882 in Aurich als Marie Pauline Berthold; † 9. Februar 1971 in Freiburg an der Niederelbe) war eine deutsche Ethnologin, Fotografin und Malerin.

## Leben und Wirken
Marie Pauline Thorbecke war die Ehefrau des deutschen Geographen Franz Thorbecke. Sie nahm 1911 bis 1913 an einer von ihrem Ehemann geleiteten umfassenden Forschungsexpedition der Deutschen Kolonialgesellschaft in die damalige Kolonie Kamerun teil. Sie illustrierte dessen Veröffentlichungen und publizierte 1914 eigenständig ihr Reisetagebuch Auf der Savanne. Sie leistete einen erheblichen Beitrag zur wissenschaftlichen Arbeit ihres Ehemanns, insbesondere nachdem dieser fast erblindet war. Im Jahr 1927 malte sie ein Porträt von Carl Uhlig, das heute in der Tübinger Professorengalerie hängt. Ein Porträt des Heidelberger Geographie-Professors Alfred Hettner von 1928 ist mit derselben Signatur M. P. Thorbecke versehen.
1949 bot sie die Bibliothek ihres Ehemanns der Universitäts- und Stadtbibliothek Köln zum Kauf an, die das Angebot in Zusammenarbeit mit der Universität annahm. Eine große völkerkundliche Sammlung wurde von ihr und ihrem Ehemann nach deren gemeinsamer Kamerunexpedition der Stadt Mannheim als Gegenleistung für einen Reisekostenzuschuss von 10.000 Mark übereignet. Die Sammlung ist heute Teil der Reiss-Engelhorn-Museen in Mannheim. Ihre völkerkundlichen Fotografien der Reise schenkte sie dem Kölner Rautenstrauch-Joest Museum. Es handelte sich um Original-Glasplattennegative, die für Vorträge der Wissenschaftler des Museums als Illustrationsmaterial verwendet wurden. Sie wurde 1951 zur Ehrenvorsitzenden der Gesellschaft für Erdkunde in Köln gewählt.